# Jenni Asserholt
Jenni Asserholt (née le 8 avril 1988  à Storå) est une joueuse suédoise de hockey sur glace  qui a évolué en ligue élite féminine en tant que défenseure. Elle a remporté une médaille d'argent olympique aux Jeux olympiques de 2006 à Turin et également deux médailles de bronze aux championnats du monde avec l'équipe nationale de Suède dont elle assure le capitanat en 2014 et 2015.
Sur la même période, elle remporte le championnat suédois deux années consécutives avec le Linköpings HC dont elle est capitaine. Ce double rôle en équipe nationale et en SDHL lui vaut de recevoir en 2014 le titre de l'Årets hockeytjej (meilleure joueuse suédoise de l'année).

## Biographie

### Carrière en club
Jenni Assherholt démarre le hockey en suivant ses deux frères aînés sur la glace. En l'absence d'équipe féminine à Storå, elle joue avec des équipes masculines jusqu'à ses vingt ans . Elle est formée au Guldsmedshytte SK. En 2001, elle rejoint le HC Örebro , qui joue en Division 1 féminine. Elle signe au Linköpings HC en 2007, puis part dans le championnat américain NCAA une année avec les Bulldogs de Minnesota-Duluth mais préfère revenir dans le club suédois . Là bas, elle va développer son jeu et occuper le poste de capitaine à partir de 2012. Elle mène son club à deux titres consécutifs de champion de Suède en 2014 et 2015, et reçoit l'Årets hockeytjej de meilleure joueuse suédoise de l'année en 2014.
En 2015 elle part dans le club HV71 jusqu'à la fin de la carrière, occupant là-bas également le poste de capitaine.

### Carrière internationale
Asserholt représente la Suède pour la première fois en senior à l’occasion des championnats du monde 2004, à seulement 16 ans . Elle participe à trois Jeux olympiques : 2002, 2006 et 2014 pour un bilan d'une médaille d'argent et deux quatrième places. Elle a également participé à dix championnats du monde et dix coupes des quatre nations, remportant respectivement deux et six médailles de bronze . 

## Statistiques
Pour les significations des abréviations, voir Statistiques du hockey sur glace.

### En club
| Saison    | Équipe                       | Ligue               |    | Saison régulière | Saison régulière | Saison régulière | Saison régulière | Saison régulière |   | Séries éliminatoires | Séries éliminatoires | Séries éliminatoires | Séries éliminatoires | Séries éliminatoires |
| Saison    | Équipe                       | Ligue               | PJ | B                | A                | Pts              | Pun              | PJ               | B | A                    | Pts                  | Pun                  |                      |                      |
| 2001-2002 | HC Örebro 90                 | Division 1 féminine |    |                  |                  |                  |                  | 3                | 0 | 0                    | 0                    | 2                    |                      |                      |
| 2002-2003 | HC Örebro 90                 | Division 1 féminine |    |                  |                  |                  |                  | 5                | 0 | 2                    | 2                    | 8                    |                      |                      |
| 2003-2004 | HC Örebro 90                 | Division 1 féminine |    |                  |                  |                  |                  | 3                | 2 | 1                    | 3                    | 10                   |                      |                      |
| 2004-2005 | HC Örebro 90                 | Division 1 féminine |    |                  |                  |                  |                  | 3                | 0 | 1                    | 1                    | 6                    |                      |                      |
| 2005-2006 | Örebro HK                    | Division 1 féminine |    |                  |                  |                  |                  | 5                | 2 | 1                    | 3                    | 16                   |                      |                      |
| 2006-2007 | Örebro HK                    | Division 1 féminine |    |                  |                  |                  |                  | 4                | 1 | 2                    | 3                    | 10                   |                      |                      |
| 2007-2008 | Linköpings HC                | Rikserrien          | 14 | 4                | 4                | 8                | 18               | 4                | 0 | 3                    | 3                    | 6                    |                      |                      |
| 2008-2009 | Bulldogs de Minnesota-Duluth | NCAA                | 34 | 2                | 8                | 10               | 22               | -                | - | -                    | -                    | -                    |                      |                      |
| 2009-2010 | Linköpings HC                | Rikserrien          | 13 | 4                | 4                | 8                | 32               | 5                | 3 | 4                    | 7                    | 6                    |                      |                      |
| 2010-2011 | Linköpings HC                | Rikserrien          | 18 | 3                | 15               | 18               | 14               | 4                | 1 | 3                    | 4                    | 6                    |                      |                      |
| 2011-2012 | Linköpings HC                | Rikserrien          | 25 | 10               | 23               | 33               | 30               | 4                | 0 | 1                    | 1                    | 4                    |                      |                      |
| 2012-2013 | Linköpings HC                | Rikserrien          | 23 | 13               | 12               | 25               | 44               | 4                | 0 | 0                    | 0                    | 0                    |                      |                      |
| 2013-2014 | Linköpings HC                | Rikserrien          | 27 | 17               | 18               | 35               | 36               | 3                | 2 | 1                    | 3                    | 2                    |                      |                      |
| 2014-2015 | Linköpings HC                | Rikserrien          | 23 | 13               | 11               | 24               | 22               | 4                | 2 | 0                    | 2                    | 6                    |                      |                      |
| 2015-2016 | HV71                         | Rikserrien          | 22 | 15               | 11               | 26               | 28               | 3                | 0 | 2                    | 2                    | 2                    |                      |                      |
| 2016-2017 | HV71                         | SDHL                | 33 | 8                | 14               | 22               | 42               | 6                | 2 | 3                    | 5                    | 4                    |                      |                      |

### En équipe nationale
| Année | Équipe | Compétition          |   | PJ | B | A | Pts | Pun | +/-                |  | Résultat |
| 2004  | Suède  | Championnat du monde | 5 | 1  | 0 | 1 | 12  | -1  | Quatrième place    |  |          |
| 2005  | Suède  | Championnat du monde | 5 | 0  | 1 | 1 | 6   | +2  | Médaille de bronze |  |          |
| 2006  | Suède  | Jeux olympiques      | 5 | 0  | 2 | 2 | 12  | +1  | Médaille d'argent  |  |          |
| 2007  | Suède  | Championnat du monde | 5 | 0  | 2 | 2 | 4   | +5  | Médaille de bronze |  |          |
| 2008  | Suède  | Championnat du monde | 4 | 0  | 1 | 1 | 4   | +1  | Cinquième place    |  |          |
| 2009  | Suède  | Championnat du monde | 5 | 0  | 0 | 0 | 0   | +5  | Quatrième place    |  |          |
| 2010  | Suède  | Jeux olympiques      | 5 | 1  | 0 | 1 | 4   | -5  | Quatrième place    |  |          |
| 2011  | Suède  | Championnat du monde | 5 | 0  | 1 | 1 | 8   | +1  | Cinquième place    |  |          |
| 2012  | Suède  | Championnat du monde | 5 | 2  | 5 | 7 | 10  | +5  | Cinquième place    |  |          |
| 2013  | Suède  | Championnat du monde | 5 | 0  | 1 | 1 | 6   | +1  | Septième place     |  |          |
| 2014  | Suède  | Jeux olympiques      | 6 | 1  | 2 | 3 | 6   | +2  | Quatrième place    |  |          |
| 2015  | Suède  | Championnat du monde | 4 | 0  | 0 | 0 | 4   | -3  | Cinquième place    |  |          |
| 2016  | Suède  | Championnat du monde | 5 | 0  | 0 | 0 | 0   | -2  | Cinquième place    |  |          |